# Adriaan Vlacq

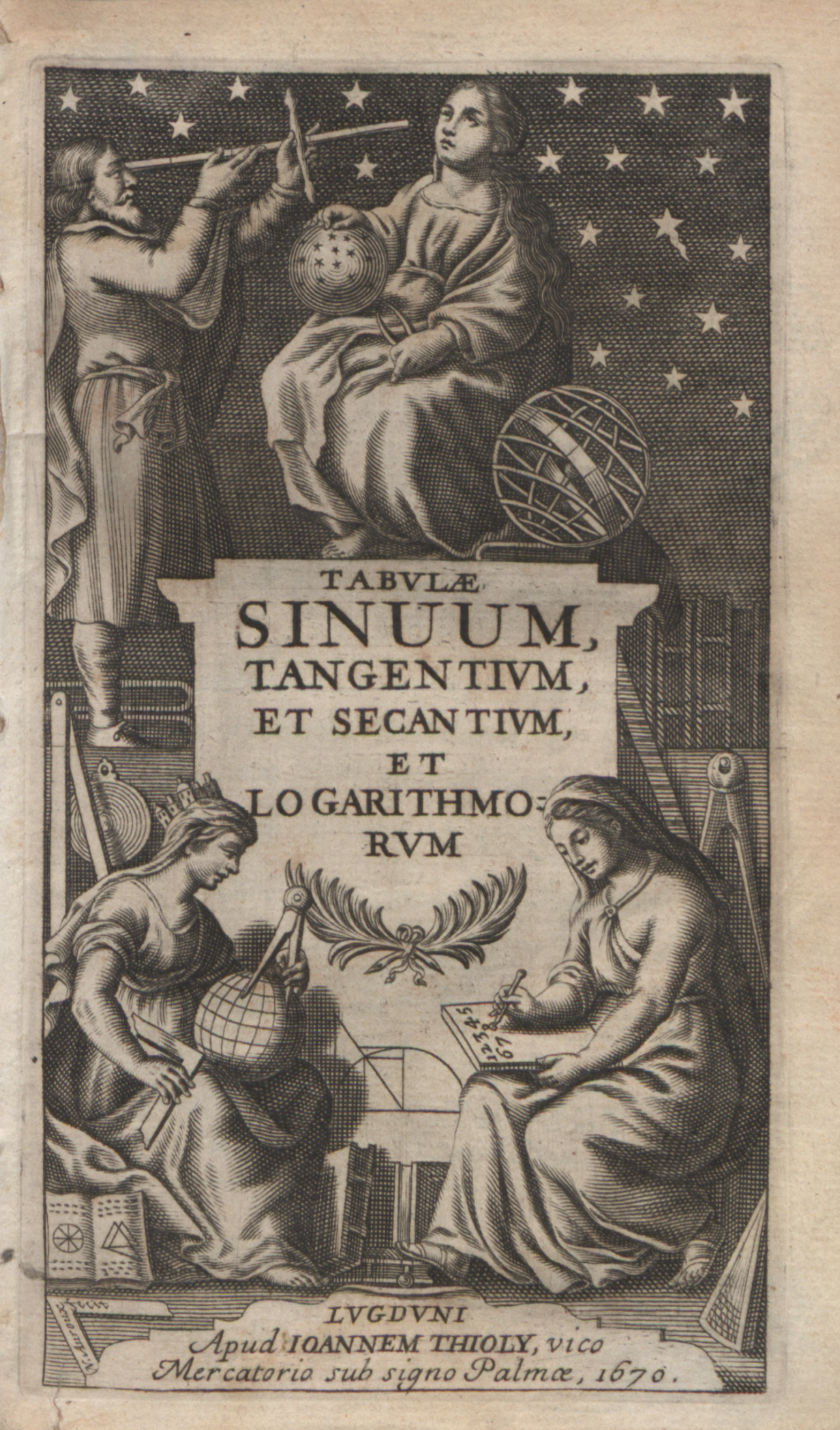
Tabulae, 1670

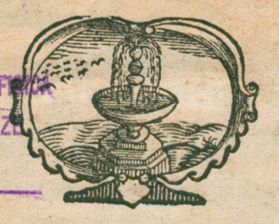
Typographische Marke von Vlacq

Adriaan Vlacq (* 1600 in Gouda; † 1667 in Den Haag) war ein niederländischer Buchhändler und Mathematiker.

## Leben
Vlacq stammte aus einer gut situierten Familie. Sein Vater Cornelius Vlacq (1556–1656) war Gemeindevorsteher in Gouda. Er erhielt eine gute Schulbildung, insbesondere in der lateinischen und anderen Sprachen.
Über eine Bekanntschaft mit dem Landvermesser Ezechiel de Decker begann Vlacq sich für Logarithmentafeln zu interessieren und übersetzte für diesen lateinische Werke von John Napier und Henry Briggs über Logarithmen ins Niederländische. Decker und Vlacq veröffentlichten 1626 ein Buch über damals neue Rechenmethoden Het eerste deel van de Nieuwe telkonst (Der erste Teil der neuen Zählkunst) mit einer Übersetzung von Napiers Rabdologiae (Napiersche Rechenstäbchen) und La Theinde von Simon Stevin (mit Dezimalbrüchen). In einem weiteren Teil veröffentlichte Decker einen Teil der Logarithmentafeln von Briggs (basierend auf Logarithmen zur Basis 10) von 1624 (Arithmetica logarithma), der aber nur einen Teil der Logarithmen bis 100.000 enthielt (die Logarithmen zwischen 20.000 und 90.000 fehlten). Der Rest folgte 1627 (Tweede deel van de Nieuwe telkonst, veröffentlicht unter Deckers Namen). Außerdem waren sie auf zehn Stellen gekürzt. Von dieser Ausgabe sind nur wenige Exemplare bekannt und die Auflage war offensichtlich sehr beschränkt. 1628 veröffentlichte Vlacq in Gouda eine zweite Auflage unter seinem eigenen Namen (Lateinisch und Französisch). Da Decker keinen Einspruch erhob wurde lange allgemein angenommen (Dirk Struik), dass Vlacq die Tafeln berechnet hatte. Die Tafeln hatten relativ wenig Fehler, fanden weite Verbreitung und machten Vlacq bekannt. Von der ersten Auflage von 1000 Exemplaren waren im Oktober 1628 nach einem Brief von Briggs die meisten schon verkauft, wobei viele an den Londoner Buchhändler Miller gingen, der daraus eine eigene Ausgabe machte.
Vlacq wurde Verleger und Buchdrucker und zog nach dem Erfolg seiner Tafeln 1632 nach London. Bei Beginn des Englischen Bürgerkriegs zog er 1642 nach Paris, wo er sechs Jahre blieb, bevor er nach Den Haag zog.
1633 und in kleinerer Version 1636 veröffentlichte er in Gouda Tafeln von trigonometrischen Funktionen samt ihren Logarithmen (Trigonometria artificialis sive magnus Canon triangulorum logarithmicus, in Latein, Französisch, Deutsch), mit einer Genauigkeit von sieben Dezimalstellen (bei den Logarithmen zehnstellig und für Winkel im Abstand von 10 Bogensekunden). Auch diese waren ein großer Erfolg. Als Verleger publizierte er auch Werke anderer Mathematiker wie die von Briggs.
Der Mondkrater Vlacq ist nach ihm benannt.